# 上总一之宫站

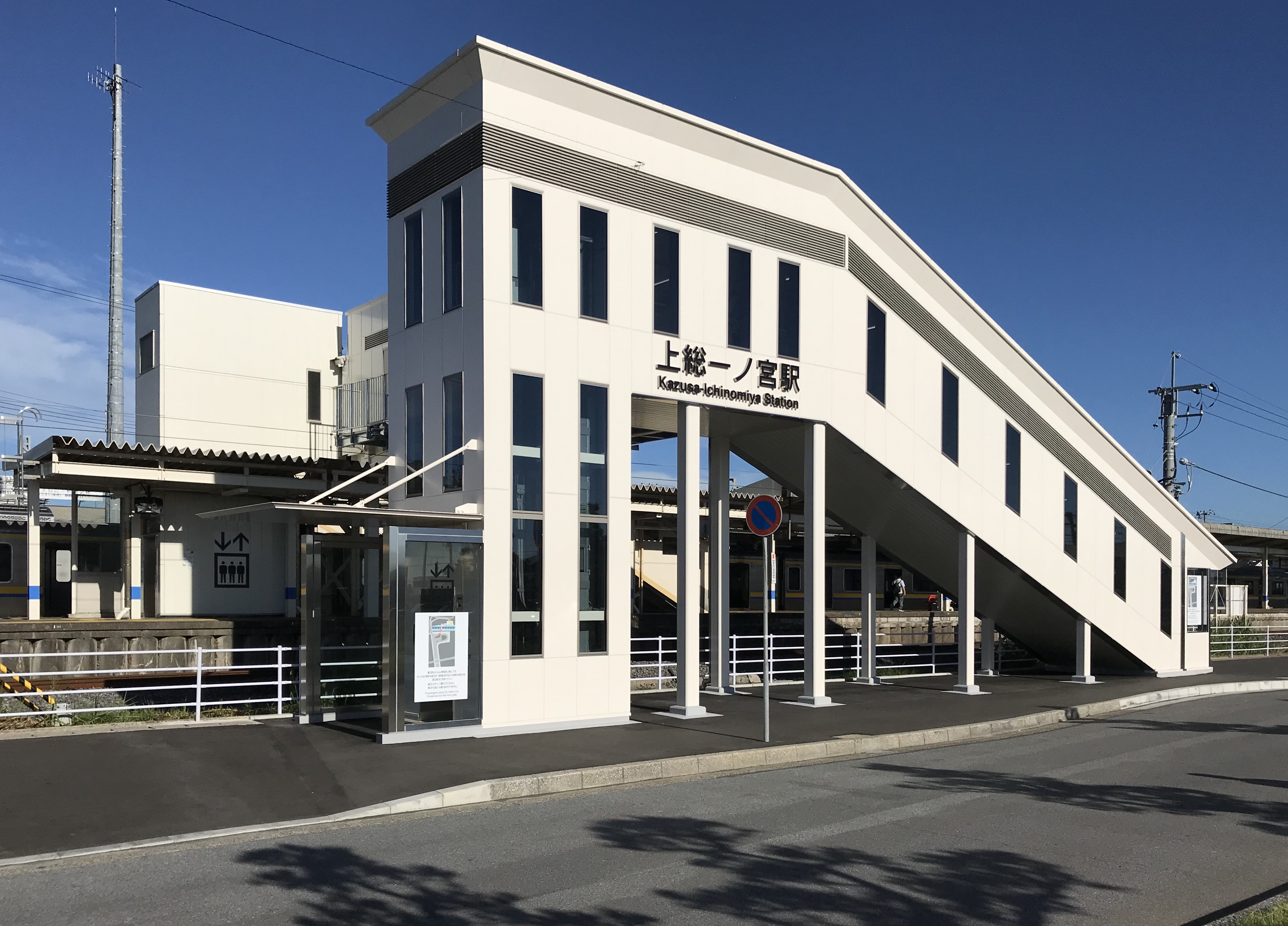
東口（2020年9月）

上總一之宮站（日语：／ Kazusai-Ichinomiya eki */?）是位於日本千葉縣長生郡一宮町一宮，屬於東日本旅客鐵道（JR東日本）外房線的鐵路車站。JR外房線運行形態以此站為界變化，多數快速運行列車以此站為始發終到車站。起點的千葉站至本站為複線路段，而本站至東浪見站為單線路段。

## 历史
1897年（明治30年）4月17日：随着房总铁路大网-本站之间的开通，作为一之宫站开设办理旅客、货物业务。
1899年（明治32年）12月13日：本站-大原间延伸开业。
1907年（明治40年）9月1日：房总铁路被收购，成为帝国铁路厅的车站。
1916年（大正5年）1月1日：改名为上总一之宫站。为了消除站名重复出现的问题，同一天，之前和本站同名的3个“一之宫站”也同时更改了站名（分别改名为三河一宫站、尾张一之宫站、长门一之宫站）。
1971年（昭和46年）7月1日：废止货运。
1987年（昭和62年）4月1日：伴随着国铁分割民营化，东日本旅客铁道（JR东日本）的车站。
2004年（平成16年）10月16日：可以使用IC卡“Suica”。被编入东京近郊区间。
2020年（令和2年）6月：随着2020年东京奥运会的冲浪比赛在最近的钓崎海岸举行，东口（IC卡专用检票口）的开设以及西口站楼的更新（预定）。

## 车站结构

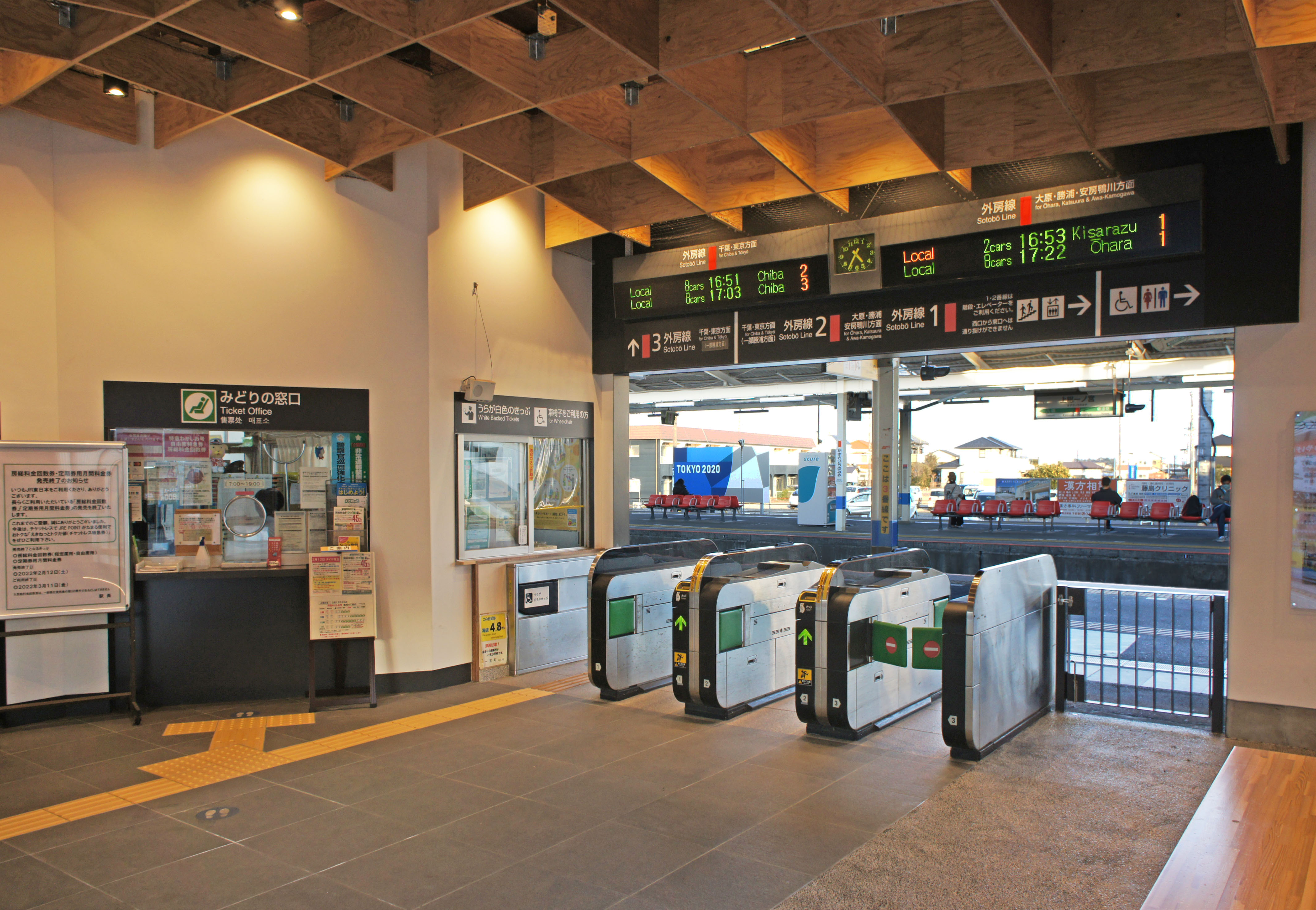
西驗票口(2022年2月)

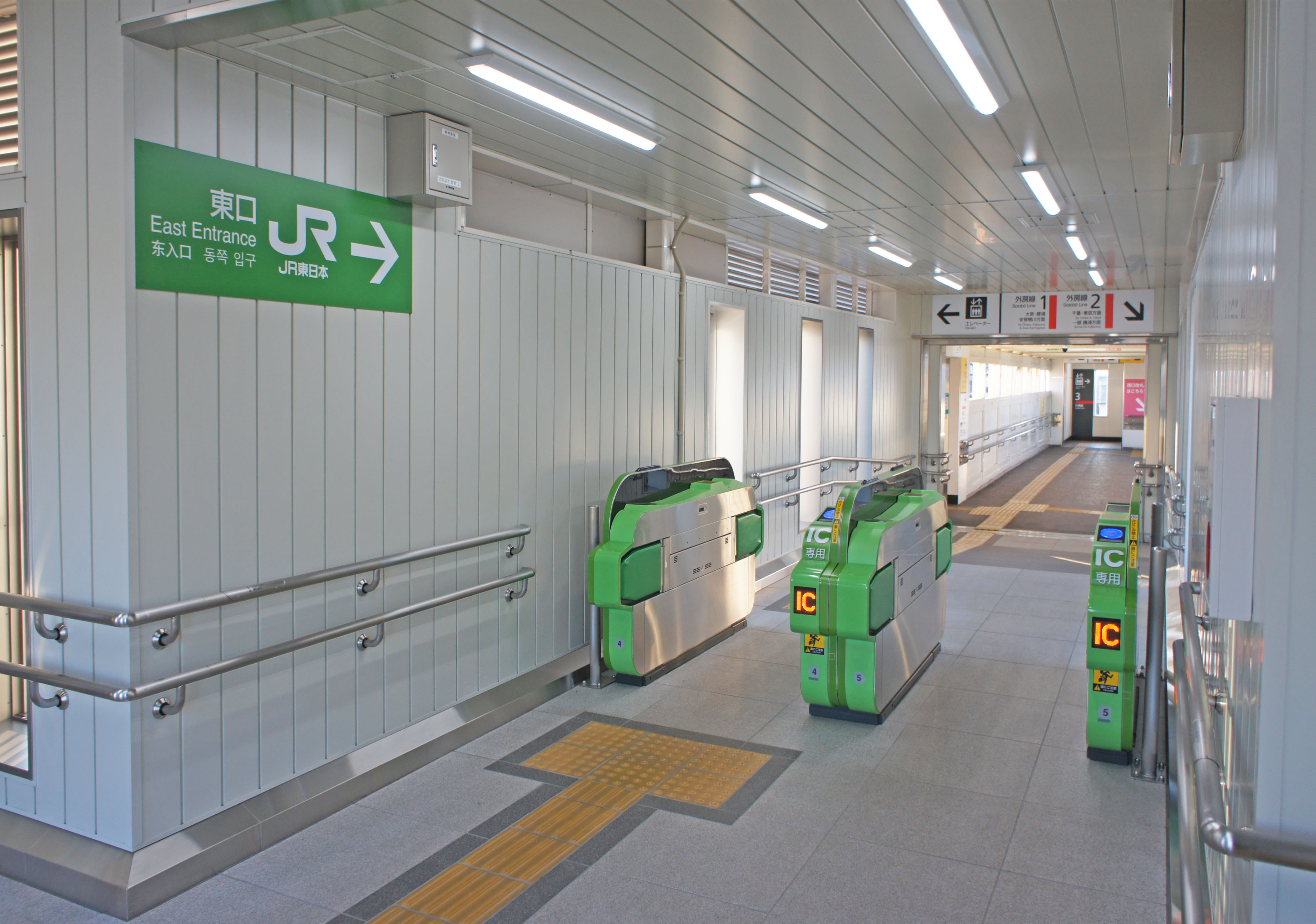
東驗票口(2022年2月)

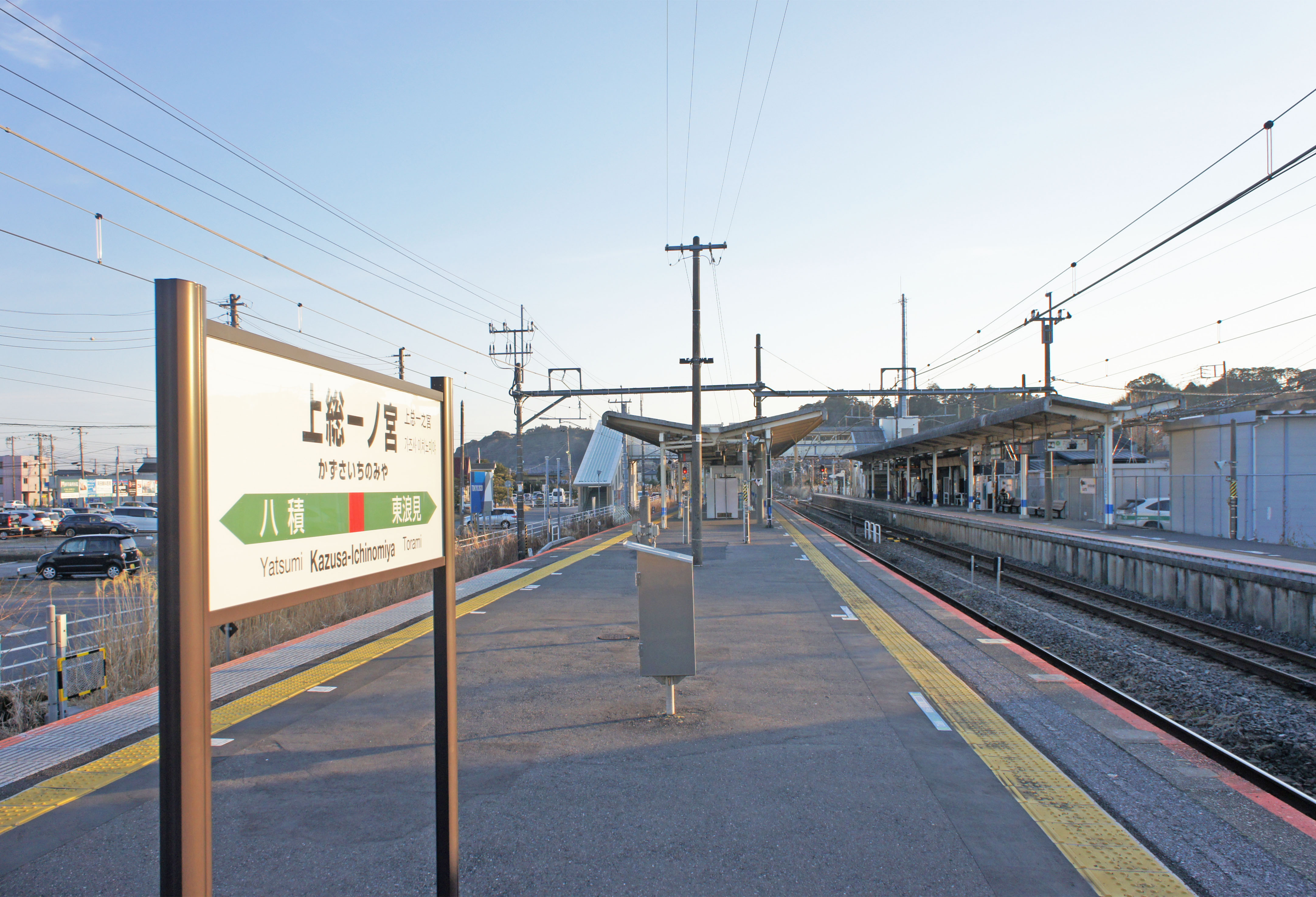
月台(2022年2月)

本站為单式站台1面1线和岛式站台1面2线、共计2面3线站台的地上车站。

### 月台配置
离西口站最远的站台作为1号月台，如下所示。
| 月台 | 路線    | 方向 | 目的地                   | 備註              |
| ---- | ------- | ---- | ------------------------ | ----------------- |
| 1、2 | ■外房線 | 下行 | 大原、勝浦、安房鴨川方向 | 一部列車在3號月台 |
| 2、3 | ■外房線 | 上行 | 千葉、東京方向           |                   |

（來源：JR東日本:車站構內圖 （页面存档备份，存于））
2号线主要用于苏我、千叶方向本站折回始发。
虽然在指示牌上没有注明，但是夜间的几趟下行列车是从原本上行站台使用的3号线发车的。
京叶线、总武快速线直通的快速列车，除了经由京叶线的一次往返于胜浦站以外，在本站折回。
三门站、浪花站的站台不支持10节车厢的编排。因此，本站-大原站、胜浦站、安房鸭川站之间的普通、快速、通勤快速列车由8节车厢以下的编组运行。
本站停的部分快速、特急列车也将与大原方向连接。另外，从大原方向连接本站始发的部分快速列车。
本站停的上行普通列车设定为早上2趟，晚上1趟。这次列车连接着首班苏我千叶方向的列车。
本站对部分特快、普通列车的车辆进行联接、分割。

## 使用情況
2019年（令和元年）度的1日平均上車人次為2,976人。
近年的1日平均上車人次推移如下。
| 年度               | 1日平均 上車人次 | 來源     |
| ------------------ | ---------------- | -------- |
| 1990年（平成02年） | 3,092            | [ * 1 ]  |
| 1991年（平成03年） | 3,150            | [ * 2 ]  |
| 1992年（平成04年） | 3,273            | [ * 3 ]  |
| 1993年（平成05年） | 3,254            | [ * 4 ]  |
| 1994年（平成06年） | 3,219            | [ * 5 ]  |
| 1995年（平成07年） | 3,218            | [ * 6 ]  |
| 1996年（平成08年） | 3,218            | [ * 7 ]  |
| 1997年（平成09年） | 3,225            | [ * 8 ]  |
| 1998年（平成10年） | 3,242            | [ * 9 ]  |
| 1999年（平成11年） | 3,215            | [ * 10 ] |
| 2000年（平成12年） | 3,154            | [ * 11 ] |
| 2001年（平成13年） | 3,113            | [ * 12 ] |
| 2002年（平成14年） | 3,065            | [ * 13 ] |
| 2003年（平成15年） | 3,059            | [ * 14 ] |
| 2004年（平成16年） | 3,050            | [ * 15 ] |
| 2005年（平成17年） | 3,059            | [ * 16 ] |
| 2006年（平成18年） | 3,111            | [ * 17 ] |
| 2007年（平成19年） | 3,089            | [ * 18 ] |
| 2008年（平成20年） | 3,100            | [ * 19 ] |
| 2009年（平成21年） | 3,112            | [ * 20 ] |
| 2010年（平成22年） | 3,052            | [ * 21 ] |
| 2011年（平成23年） | 2,951            | [ * 22 ] |
| 2012年（平成24年） | 2,961            | [ * 23 ] |
| 2013年（平成25年） | 2,993            | [ * 24 ] |
| 2014年（平成26年） | 2,945            | [ * 25 ] |
| 2015年（平成27年） | 2,979            | [ * 26 ] |
| 2016年（平成28年） | 2,962            | [ * 27 ] |
| 2017年（平成29年） | 3,002            | [ * 28 ] |
| 2018年（平成30年） | 3,016            |          |
| 2019年（令和元年） | 2,976            |          |

## 相鄰車站
東日本旅客鐵道（JR東日本）
■外房線
- 特急「若潮」停靠站

■通勤快速、■快速（日間時以外途經京葉線）
茂原－上總一之宮－東浪見
■快速（途經總武線，所有列車以此站為終點站）
茂原－上總一之宮
■快速（日間時途經京葉線，該等列車至京葉線海濱幕張站為止各站停車）
八積－上總一之宮
■普通（各站停車）
八積－上總一之宮－東浪見

### 使用狀状況
1. ↑  千葉県統計年鑑 （页面存档备份，存于） - 千葉県

JR東日本2000年度以後的上車人次
1. ↑  各駅の乗車人員（2000年度） （页面存档备份，存于） - JR東日本
2. ↑  各駅の乗車人員（2001年度） （页面存档备份，存于） - JR東日本
3. ↑  各駅の乗車人員（2002年度） （页面存档备份，存于） - JR東日本
4. ↑  各駅の乗車人員（2003年度） （页面存档备份，存于） - JR東日本
5. ↑  各駅の乗車人員（2004年度） （页面存档备份，存于） - JR東日本
6. ↑  各駅の乗車人員（2005年度） （页面存档备份，存于） - JR東日本
7. ↑  各駅の乗車人員（2006年度） （页面存档备份，存于） - JR東日本
8. ↑  各駅の乗車人員（2007年度） （页面存档备份，存于） - JR東日本
9. ↑  各駅の乗車人員（2008年度） （页面存档备份，存于） - JR東日本
10. ↑  各駅の乗車人員（2009年度） （页面存档备份，存于） - JR東日本
11. ↑  各駅の乗車人員（2010年度） （页面存档备份，存于） - JR東日本
12. ↑  各駅の乗車人員（2011年度） （页面存档备份，存于） - JR東日本
13. ↑  各駅の乗車人員（2012年度） （页面存档备份，存于） - JR東日本
14. ↑  各駅の乗車人員（2013年度） （页面存档备份，存于） - JR東日本
15. ↑  各駅の乗車人員（2014年度） （页面存档备份，存于） - JR東日本
16. ↑  各駅の乗車人員（2015年度） （页面存档备份，存于） - JR東日本
17. ↑  各駅の乗車人員（2016年度） （页面存档备份，存于） - JR東日本
18. ↑  各駅の乗車人員（2017年度） （页面存档备份，存于） - JR東日本
19. ↑  各駅の乗車人員（2018年度） （页面存档备份，存于） - JR東日本
20. ↑  各駅の乗車人員（2019年度） （页面存档备份，存于） - JR東日本

千葉縣統計年鑑
1. ↑  .   [2020-04-02]. （原始内容存档于2020-01-08）.
2. ↑  .   [2020-04-02]. （原始内容存档于2020-01-08）.
3. ↑  .   [2020-04-02]. （原始内容存档于2020-01-08）.
4. ↑  .   [2020-04-02]. （原始内容存档于2020-01-08）.
5. ↑  .   [2020-04-02]. （原始内容存档于2020-01-08）.
6. ↑  .   [2020-04-02]. （原始内容存档于2020-01-08）.
7. ↑  .   [2020-04-02]. （原始内容存档于2020-01-08）.
8. ↑  .   [2020-04-02]. （原始内容存档于2020-01-08）.
9. ↑  .   [2020-04-02]. （原始内容存档于2020-01-08）.
10. ↑  .   [2020-04-02]. （原始内容存档于2020-11-21）.
11. ↑  .   [2020-04-02]. （原始内容存档于2020-11-21）.
12. ↑  .   [2020-04-02]. （原始内容存档于2020-01-08）.
13. ↑  .   [2020-04-02]. （原始内容存档于2020-01-08）.
14. ↑  .   [2020-04-02]. （原始内容存档于2020-01-08）.
15. ↑  .   [2020-04-02]. （原始内容存档于2020-01-08）.
16. ↑  .   [2020-04-02]. （原始内容存档于2020-01-08）.
17. ↑  .   [2020-04-02]. （原始内容存档于2020-01-08）.
18. ↑  .   [2020-04-02]. （原始内容存档于2020-01-08）.
19. ↑  .   [2020-04-02]. （原始内容存档于2020-04-24）.
20. ↑  .   [2020-04-02]. （原始内容存档于2020-04-24）.
21. ↑  .   [2020-04-02]. （原始内容存档于2020-04-24）.
22. ↑  .   [2020-04-02]. （原始内容存档于2020-04-24）.
23. ↑  .   [2020-04-02]. （原始内容存档于2020-04-24）.
24. ↑  .   [2020-04-02]. （原始内容存档于2020-04-24）.
25. ↑  .   [2020-04-02]. （原始内容存档于2020-04-24）.
26. ↑  .   [2020-04-02]. （原始内容存档于2017-08-11）.
27. ↑  .   [2020-04-02]. （原始内容存档于2020-04-24）.
28. ↑  .   [2020-04-02]. （原始内容存档于2020-04-24）.

## 外部連結
- 車站資訊（上總一之宮）：東日本旅客鐵道